# Dicranomyia fulviceps
Dicranomyia fulviceps är en tvåvingeart som beskrevs av Alexander 1925. Dicranomyia fulviceps ingår i släktet Dicranomyia och familjen småharkrankar. Inga underarter finns listade i Catalogue of Life.